# 俞朝妥
俞朝妥（1488年—？年），字寵之，號未軒，浙江绍兴府新昌縣人，民籍。明朝政治人物。

## 生平
治《書經》，正德十四年（1519年）浙江鄉試第六十三名舉人，嘉靖二年（1523年）癸未科會試第三百八十二名，第三甲第二百二十五名進士。授吉安府推官，起补广信府。嘉靖十二年九月选授户科给事中，十一月大同兵变，担任巡抚樊继祖随軍紀功给事中。十四年七月升本科右给事中，又升吏科左给事中，十五年三月升工科都给事中，因不满严嵩执政，遂以侍养母亲告归。

## 家族
曾祖俞用直。祖父俞叔安，封監察御史。伯父俞振才，成化十一年进士，官监察御史。父俞振忠，陰陽訓術。母吕氏。慈侍下。
家族排行三十二。弟俞朝孚。